# 依布拉欣阿里
（1951年1月25日—），马来西亚政治人物，为土著权威党主席，曾三次当选为吉兰丹州巴西马区国会议员，并多次更换政党。

## 政治生涯
依布拉欣阿里曾是巴西马区3届国会议员，在1986年马来西亚大选代表国阵巫统成为巴西马区国会议员；1987年巫统党选后加入四六精神党；1990年马来西亚大选，代表四六精神党成功连任为巴西马区国会议员；2008年马来西亚大选，在回教党旗帜下竞选，再度成为巴西马区国会议员。
2008年大选后创办非政府组织土著权威组织并成为其主席。2018年5月16日，依布拉欣阿里辞去土著权威组织主席一职。
2018年8月17日，土著权威组织前主席依布拉欣阿里宣布成立马来人至上的土著权威党，捍卫宗教和民族，为人民提供多一个政党的选择，目前是土著权威党的临时主席。2019年5月，土著权威组织主席依布拉欣阿里所创立的“土著权威党”，终于获得社团注册局的点头批准，创办新政党土著权威党，担任土著权威党主席一职。